# Cimuja
Cimuja is een bestuurslaag in het regentschap Sumedang van de provincie West-Java, Indonesië. Cimuja telt 2238 inwoners (volkstelling 2010).